# Шварцшильд, Мартин
Ма́ртин Шва́рцшильд (нем. Martin Schwarzschild; 1912—1997) — американский физик и астрофизик, педагог. Сын Карла Шварцшильда и племянник Роберта Эмдена.
Член Национальной академии наук США (1956), иностранный член Лондонского королевского общества (1996).

## Биография
В 1936 году он уехал из нацистской Германии в Норвегию, а затем в Соединённые Штаты.
В 1936—1937 годах работал в Институте астрофизики в Осло. С 1937 года жил и работал в США. В 1937—1940 годах работал в Гарвардской обсерватории, в 1940—1947 годах — в обсерватории Колумбийского университета, с 1947 году — профессор астрономии Принстонского университета.
С 1942 по 1945 годы Шварцшильд служил в разведке армии США и получил американское гражданство. За военную службу он был награждён Орденом Почетного легиона и Бронзовой звездой.
Основные научные труды посвящены структуре и эволюции звёзд. В 1950—1970-х руководил проектами «Стратоскоп» — изучением спектров звезд в оптическом и инфракрасном диапазоне с помощью телескопов, поднятых на воздушных шарах.
В его честь назван астероид 4463 Маршварцшильд.

## Награды
- Медаль Карла Шварцшильда (1959)
- Премия Генри Норриса Рассела (1960)
- Медаль Генри Дрейпера (1960)
- Медаль Эддингтона (1963)
- Медаль Кэтрин Брюс (1965)
- Гиббсовская лекция (1966)
- Премия имени Дэнни Хайнемана (1967)
- Золотая медаль Королевского астрономического общества (1969)
- Премия Жюля Жансена (1970)
- Лекция Карла Янского (1980)
- Премия Дирка Брауэра (1991)
- Премия Бальцана (1994)
- Национальная научная медаль США (1997), и другие.